# Borovenkî, Kreminna
Borovenkî (în ucraineană Боровеньки) este o comună în raionul Kreminna, regiunea Luhansk, Ucraina, formată numai din satul de reședință.

## Demografie
Componența lingvistică a comunei Borovenkî
     Ucraineană (87,9%)
     Rusă (12,1%)
Conform recensământului din 2001, majoritatea populației comunei Borovenkî era vorbitoare de ucraineană (87,9%), existând în minoritate și vorbitori de rusă (12,1%).